# 37 de l'Àguila
37 de l'Àguila (37 Aquilae) és una estrella a la constel·lació de l'Àguila. La seva magnitud aparent és de +5,12.